# Geneviève Juttet
Pour les articles homonymes, voir Bouboule.
Geneviève Juttet (dite Bouboule), née le 4 août 1916 à Paris et morte le 25 décembre 2015 à Paris, est une actrice française.

## Filmographie
- 1921 : Parisette de Louis Feuillade
- 1923 : Le Gamin de Paris de Louis Feuillade : Gaby
- 1923 : La Gosseline de Louis Feuillade - La Gosseline
- 1924 : La Fille bien gardée de Louis Feuillade : La petite Berthe de Flasquemont
- 1924 : Le Stigmate  de Louis Feuillade et Maurice Champreux : Geneviève
- 1924 : L'Orphelin de Paris de Louis Feuillade : Josette
- 1924 : Pierrot, Pierrette de Louis Feuillade : Pierrette
- 1924 : Lucette de Louis Feuillade et Maurice Champreux : Lucette
- 1925 : Le Roi de la pédale de Maurice Champreux : Bouboule de Gomme
- 1926 : Bibi-la-Purée de Maurice Champreux : Pouf, une petite mendiante
- 1926 : Le P'tit Parigot de René Le Somptier : Louisette Mesnil
- 1934 : Le Centenaire de Pierre-Jean Ducis